# Morte di Chione
La morte di Chione (La Mort de Chioné) è un quadro realizzato dal pittore francese Nicolas Poussin nel 1622. L'opera è attualmente conservata al museo di belle arti di Lione dal 2016. Questo dipinto è considerato uno dei primi realizzati dall'artista.

## Descrizione
Nella mitologia greca Chione è una ragazza della quale si invaghiscono Ermete ed Apollo. Chione viene sedotta dai due dèi e ha da loro due figli: Filammone (da Apollo) e Autolico (da Ermete). Per aver comparato la propria bellezza a quella di Artemide, la sorella di Apollo, questa la punì uccidendola con una freccia. La storia è narrata nelle Metamorfosi di Publio Ovidio Nasone.
La tela pussiniana raffigura proprio la morte di Chione, la quale si trova al centro della composizione, sotto i raggi di una luce lunare scaturita dalla dea Artemide. Accanto alla donna distesa e inerte si trovano i figli disperati che fuggono e un suo parente, Ceice, si allunga verso di lei. In lontananza si distingue la sagoma di Dedalione, suo padre, che fugge con delle ali dopo che Apollo lo trasforma in uno sparviero per evitare che si suicidasse. Artemide fluttua sopra Chione e punta l'arco verso di lei. Una freccia dalle piume rosse fuoriesce dalla bocca della moribonda.
Artemide è l'unico personaggio a far parte del cielo e sembra completamente distaccata dal mondo terrestre degli uomini. La natura intorno a loro è un luogo triste e scuro: solo un raggio di luce squarcia il cielo nuvoloso (forse è Apollo che salva Dedalione dal suicidio).
Il volto dei due protagonisti è impassibile, quello di Chione perché sta morendo, quello di Artemide perché non deve mostrare alcuna emozione nella sua azione. I volti degli altri personaggi sono segnati dal dolore e i loro corpi scultorei sono tesi.

## Fonti d'ispirazione

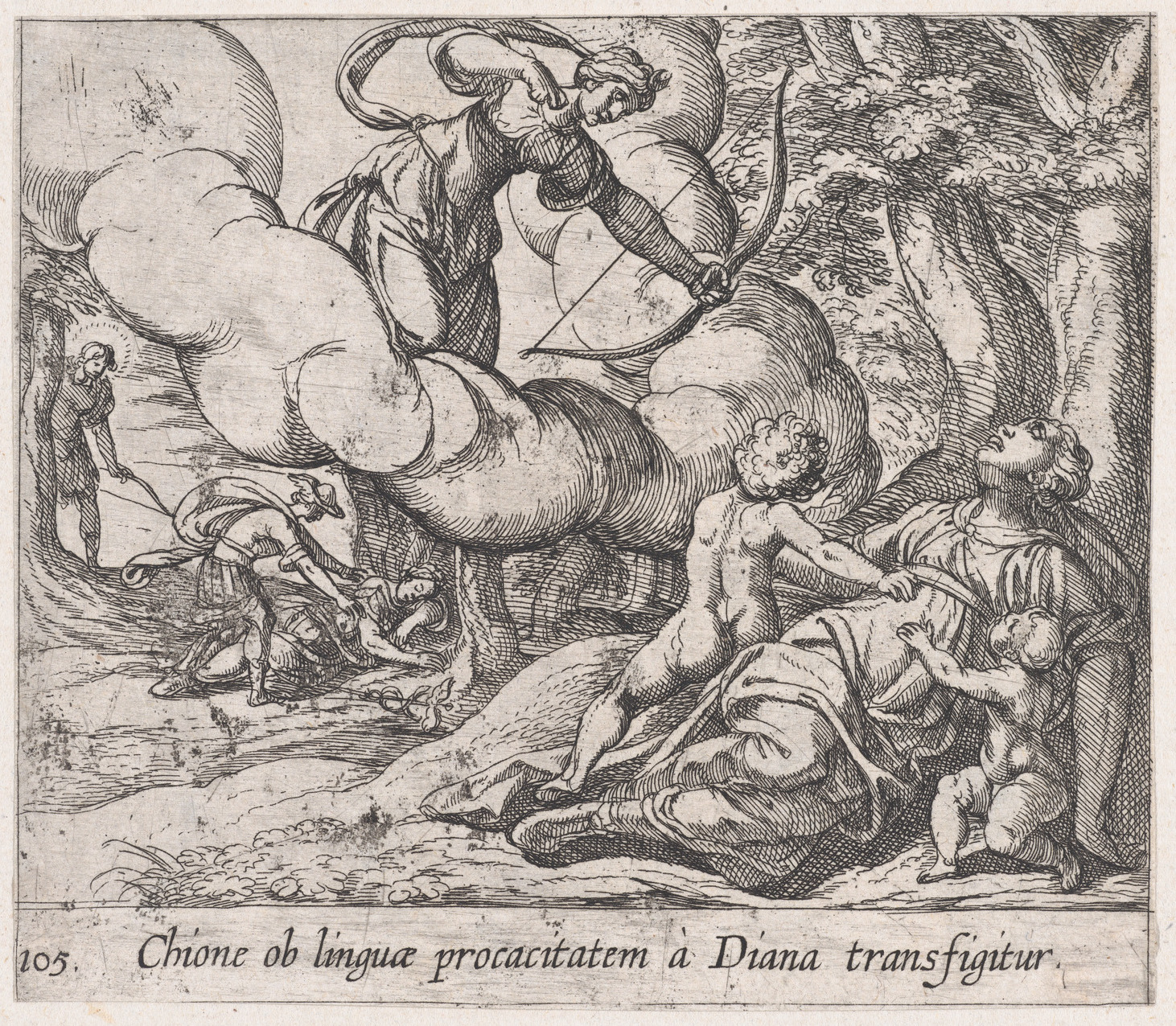
L'acquaforte di Antonio Tempesta che potrebbe aver ispirato l'opera.

Niccolò Pussino riprese quest'episodio narrato nelle Metamorfosi di Ovidio da delle incisioni dell'opera realizzate dai suoi contemporanei, come un'acquaforte di Antonio Tempesta realizzato nel 1606. L'opera del Pussino si ispira anche a un quadro realizzato da Polidoro da Caravaggio nel 1525 e raffigurante l'uccisione dei figli di Niobe da parte di Apollo e Diana.